# موموندو
موموندو (انگلیسی: Momondo) شرکت گردشگری دانمارکی است، که در سال ۲۰۰۶ تأسیس شد.